# A Debreceni VSC 2005–2006-os szezonja
A Debreceni VSC 2005–2006-os szezonja szócikk a Debreceni VSC első számú férfi labdarúgócsapatának egy szezonjáról szól, mely sorozatban a 13., összességében pedig a 28. idénye a csapatnak a magyar első osztályban. A klub fennállásának ekkor volt a 103. évfordulója.

## Mérkőzések
| Színmagyarázat | Színmagyarázat |
| -------------- | -------------- |
|                | Győzelem.      |
|                | Döntetlen.     |
|                | Vereség.       |

### Bajnokok Ligája
2. selejtezőkör
| 2005. július 27. 20:45 |

| Debreceni VSC                               | 3 – 0   | Hajduk Split  |
| ------------------------------------------- | ------- | ------------- |
| Bogdanović 26' 40' Kerekes 58' Szatmári 66' | (2 – 0) | Bartulović 5' |

| Oláh Gábor utcai stadion, Debrecen Nézőszám: 10 000 Játékvezető: Knut Kircher (német) |

| 2005. augusztus 3. 20:15 |

| Hajduk Split                           | 0 – 5   | Debreceni VSC                                              |
| -------------------------------------- | ------- | ---------------------------------------------------------- |
| Đolonga 22' Biščević 48' Grgurović 51' | (0 – 3) | Halmosi 1' 27' Kerekes 22' Sidibe 76' Kiss 90' Nikolov 13' |

| Poljud, Split Nézőszám: 25 000 Játékvezető: Richard Havrilla (szlovák) |

3. selejtezőkör
| 2005. augusztus 9. 21:05 |

| Manchester United                              | 3 – 0   | Debreceni VSC                   |
| ---------------------------------------------- | ------- | ------------------------------- |
| Rooney 7' Nistelrooy 49' Ronaldo 63' Keane 32' | (1 – 0) | Máté 12' Vukmir 57' Nikolov 70' |

| Old Trafford, Manchester Nézőszám: 51 701 Játékvezető: Luis Medina Cantalejo (spanyol) |

| 2005. augusztus 24. 20:30 |

| Debreceni VSC | 0 – 3   | Manchester United                       |
| ------------- | ------- | --------------------------------------- |
| Máté 38'      | (0 – 1) | Heinze 20' 60' Richardson 65' Smith 13' |

| Puskás Ferenc Stadion, Budapest Nézőszám: 27 000 Játékvezető: Massimo Busacca (svájci) |

### UEFA-kupa
1. selejtezőkör
| 2005. szeptember 15. 18:00 |

| Sahtar Doneck                                                         | 4 – 1   | Debreceni VSC           |
| --------------------------------------------------------------------- | ------- | ----------------------- |
| Elano 1' Brandão 34' 45' (11-esből) Vorobej 73' (11-esből) Seyhan 75' | (3 – 0) | Sidibe 89' Szatmári 37' |

| RSZK Olimpijszkij, Doneck Nézőszám: 24 106 Játékvezető: Joeri van de Velde (belga) |

| 2005. szeptember 29. 20:00 |

| Debreceni VSC                    | 0 – 2   | Sahtar Doneck         |
| -------------------------------- | ------- | --------------------- |
| Virág 13' Halmosi 66' Éger 90+2' | (0 – 2) | Brandão 18' Elano 24' |

| Oláh Gábor utcai stadion, Debrecen Nézőszám: 6 500 Játékvezető: Jonas Eriksson (svéd) |

### Borsodi Liga 2005–06

#### Őszi fordulók
| 1. forduló 2005. július 30. 19:00 |

| Debreceni VSC                       | 2 – 1   | Zalaegerszegi TE                                  |
| ----------------------------------- | ------- | ------------------------------------------------- |
| Sidibe 4' Bogdanović 76' Vukmir 72' | (1 – 0) | Montvai 78' Kriston 61' Sebők V. 69' Kocsárdi 82' |

| Oláh Gábor utcai stadion, Debrecen Nézőszám: 8 000 Játékvezető: Saskőy Szabolcs (magyar) |

| 2. forduló 2005. október 19. 19:00 |

| Kaposvári Rákóczi                        | 1 – 2   | Debreceni VSC                                               |
| ---------------------------------------- | ------- | ----------------------------------------------------------- |
| Zsolnai 25' Andruskó 61' Kovácsevics 83' | (1 – 2) | Pintér 28' (öngól) Sidibe 30' 83' Kiss 27' Virág 79′, 90+2′ |

| Rákóczi Stadion, Kaposvár Nézőszám: 3 000 Játékvezető: Solymosi Péter (magyar) |

- Elhalasztott mérkőzés.

| 3. forduló 2005. augusztus 20. 19:00 |

| Debreceni VSC                                   | 2 – 2   | MTK Budapest                                       |
| ----------------------------------------------- | ------- | -------------------------------------------------- |
| Bogdanović 13' Sándor 58' Nikolov 43' Dombi 88' | (1 – 0) | Kanta 51' Bonifert 79' Jezdimirović 44' Balogh 78' |

| Oláh Gábor utcai stadion, Debrecen Nézőszám: 9 500 Játékvezető: Kassai Viktor (magyar) |

| 4. forduló 2005. augusztus 28. 11:30 |

| Győri ETO                                                   | 1 – 2   | Debreceni VSC                                               |
| ----------------------------------------------------------- | ------- | ----------------------------------------------------------- |
| Sidibe 17' (öngól) Lendvai 7' Tóth 66' Vincze 74' Makra 77' | (1 – 0) | Bogdanović 53' Brnović 60' Komlósi 8' Szatmári 28' Kiss 38' |

| ETO Park, Győr Nézőszám: 4 000 Játékvezető: Szabó Zsolt (magyar) |

| 5. forduló 2005. szeptember 19. 19:00 |

| Debreceni VSC                                             | 2 – 2   | Újpest                                            |
| --------------------------------------------------------- | ------- | ------------------------------------------------- |
| Máté 5' Brnović 64' Dombi 36' Kiss 64' Halmosi 53′, 90+2′ | (1 – 1) | Kovács 39' Tóth N. 77' (11-esből) 62' Tóth B. 84' |

| Oláh Gábor utcai stadion, Debrecen Nézőszám: 8 000 Játékvezető: Bede Ferenc (magyar) |

| 6. forduló 2005. szeptember 24. 19:00 |

| Debreceni VSC               | 2 – 0   | Diósgyőr                                       |
| --------------------------- | ------- | ---------------------------------------------- |
| Virág 17' Kiss 89' Éger 82' | (1 – 0) | Tisza 14' Vitelki 34' Mogyoródi 79' Farkas 84' |

| Oláh Gábor utcai stadion, Debrecen Nézőszám: 8 500 Játékvezető: Megyebíró János (magyar) |

| 7. forduló 2005. október 3. 18:00 |

| Debreceni VSC                   | 2 – 2   | Vasas                                                                       |
| ------------------------------- | ------- | --------------------------------------------------------------------------- |
| Sidibe 12' Brnović 52' Máté 22' | (1 – 1) | Janjić 36' Gyánó 90+1' Rósa 51' Elek 61' Füzi 85' Salamon 89' Waltner 90+3' |

| Oláh Gábor utcai stadion, Debrecen Nézőszám: 6 500 Játékvezető: Fábián Mihály (magyar) |

| 8. forduló 2005. október 15. 15:00 |

| Rákospalotai EAC                           | 1 – 2   | Debreceni VSC               |
| ------------------------------------------ | ------- | --------------------------- |
| Nyerges 68' Nagy 32' Virágh 44' Németh 72' | (0 – 1) | Máté 32' 26' Sándor 62' 71' |

| Budai II László Stadion, Budapest Nézőszám: 2 000 Játékvezető: Szarka Zoltán (magyar) |

| 9. forduló 2005. október 23. 17:00 |

| Debreceni VSC                               | 3 – 1   | Pécsi MFC                   |
| ------------------------------------------- | ------- | --------------------------- |
| Sidibe 8' Brnović 30' Ferenczi 89' Máté 86' | (2 – 0) | Szögedi 90+1' Pavičević 22' |

| Oláh Gábor utcai stadion, Debrecen Nézőszám: 7 000 Játékvezető: Vad II. István (magyar) |

| 10. forduló 2005. október 30. 11:30 |

| Debreceni VSC                                       | 2 – 0   | FC Fehérvár                 |
| --------------------------------------------------- | ------- | --------------------------- |
| Brnović 41' Halmosi 45+1' Szatmári 42' Ferenczi 78' | (2 – 0) | Farkas 33′, 58′ Sitku 90+1' |

| Oláh Gábor utcai stadion, Debrecen Nézőszám: 7 500 Játékvezető: Megyebíró János (magyar) |

| 11. forduló 2005. november 6. 13:30 |

| FC Tatabánya                                         | 3 – 3   | Debreceni VSC                                                  |
| ---------------------------------------------------- | ------- | -------------------------------------------------------------- |
| Nagy 54' Márkus 59' 84' (11-esből) Filó 11' Vati 67' | (0 – 0) | Halmosi 50' 84' Ferenczi 67' (11-esből) Kiss 80' 13' Madar 64' |

| Városi Stadion, Tatabánya Nézőszám: 4 000 Játékvezető: Fábián Mihály (magyar) |

| 12. forduló 2005. november 19. 17:00 |

| Debreceni VSC                                                                | 3 – 1   | FC Sopron                                              |
| ---------------------------------------------------------------------------- | ------- | ------------------------------------------------------ |
| Sidibe 5' Halmosi 10' Brnović 42' (11-esből) Bernáth 68' Dombi 74' Virág 90' | (3 – 0) | Signori 58' (11-esből) Bagoly 26' Cotan 39' Sifter 69' |

| Oláh Gábor utcai stadion, Debrecen Nézőszám: 6 000 Játékvezető: Saskőy Szabolcs (magyar) |

| 13. forduló 2005. november 27. 11:30 |

| Ferencváros | 0 – 0   | Debreceni VSC |
| ----------- | ------- | ------------- |
| Balog 64'   | (0 – 0) | Szabó 61'     |

| Üllői úti stadion, Budapest Nézőszám: 4 850 Játékvezető: Kassai Viktor (magyar) |

| 14. forduló 2005. november 19. 17:00 |

| Debreceni VSC                                                                        | 6 – 1   | Budapest Honvéd                           |
| ------------------------------------------------------------------------------------ | ------- | ----------------------------------------- |
| Brnović 10' Kovács 13' (öngól) Sidibe 45' (11-esből) 51' Ferenczi 74' 83' Sándor 77' | (3 – 0) | Dobos 78' (11-esből) Udvari 43' Lázár 64' |

| Oláh Gábor utcai stadion, Debrecen Nézőszám: 7 000 Játékvezető: Makai János (magyar) |

| 15. forduló 2005. december 10. 15:00 |

| Lombard Pápa                                                   | 3 – 3   | Debreceni VSC                                                                         |
| -------------------------------------------------------------- | ------- | ------------------------------------------------------------------------------------- |
| Hercegfalvi 10' Honma 47' Kovrig 87' (11-esből) 67' Lászka 79' | (1 – 2) | Brnović 16' Sidibe 21' Ferenczi 67' (11-esből) Bernáth 25′, 73′ Madar 87' Halmosi 90' |

| Perutz Stadion, Pápa Nézőszám: 1 000 Játékvezető: Megyebíró János (magyar) |

#### Tavaszi fordulók
| 16. forduló 2006. február 24. 19:00 |

| Zalaegerszegi TE           | 2 – 0   | Debreceni VSC           |
| -------------------------- | ------- | ----------------------- |
| Kónya 26' Sebők J. 82' 90' | (1 – 0) | Nikolov 86' Komlósi 90' |

| ZTE Aréna, Zalaegerszeg Nézőszám: 2 500 Játékvezető: Arany Tamás (magyar) |

| 17. forduló 2006. március 4. 16:00 |

| Debreceni VSC                                                  | 2 – 1   | Kaposvári Rákóczi                            |
| -------------------------------------------------------------- | ------- | -------------------------------------------- |
| Petrók 51' (öngól) Éger 66' (11-esből) Komlósi 21' Halmosi 89' | (0 – 1) | Szakály 45' Zahorecz 66' Petrók 89′ Máté 90' |

| Oláh Gábor utcai stadion, Debrecen Nézőszám: 6 000 Játékvezető: Vad II. István (magyar) |

| 18. forduló 2006. március 12. 14:30 |

| MTK Budapest                                       | 2 – 4   | Debreceni VSC                                                             |
| -------------------------------------------------- | ------- | ------------------------------------------------------------------------- |
| Hrepka 29' Czvitkovics 65' Bori 26' Koljenović 35' | (1 – 2) | Sidibe 25' 66' Bogdanović 39' Éger 78' Madar 40' Tomić 45' Ferenczi 90+2' |

| Hidegkuti Nándor Stadion, Budapest Nézőszám: zárt kapus Játékvezető: Szabó Zsolt (magyar) |

| 19. forduló 2006. március 19. 11:30 |

| Debreceni VSC                     | 1 – 1   | Győri ETO                  |
| --------------------------------- | ------- | -------------------------- |
| Sidibe 43' (11-esből) Komlósi 50' | (1 – 1) | Bajzát 38' 35' Pusztai 61' |

| Oláh Gábor utcai stadion, Debrecen Nézőszám: 6 000 Játékvezető: Erdős József (magyar) |

| 20. forduló 2006. március 26. 11:30 |

| Újpest                                             | 2 – 1   | Debreceni VSC                                                                 |
| -------------------------------------------------- | ------- | ----------------------------------------------------------------------------- |
| Máté 38' (öngól) Kovács 90+2' Rajczi 43' Vaskó 64' | (1 – 0) | Nikolov 62' 29' Máté 2' Csernyánszki 52' Szatmári 61' Halmosi 68' Bernáth 73' |

| Szusza Ferenc Stadion, Budapest Nézőszám: 5 122 Játékvezető: Szabó Zsolt (magyar) |

| 21. forduló 2006. április 1. 17:00 |

| Diósgyőr                                    | 3 – 3   | Debreceni VSC                                                                   |
| ------------------------------------------- | ------- | ------------------------------------------------------------------------------- |
| Sipeki 28' 44' Máté 77' (öngól) Szögedi 56' | (2 – 2) | Sándor 15' Dzsudzsák 19' Bogdanović 54' 54' Dombi 32' Komlósi 70' Halmosi 90+3' |

| DVTK-stadion, Miskolc Nézőszám: 6 000 Játékvezető: Saskőy Szabolcs (magyar) |

| 22. forduló 2006. április 8. 17:00 |

| Vasas                              | 0 – 1   | Debreceni VSC     |
| ---------------------------------- | ------- | ----------------- |
| Bárányos 42' Zováth 68' Janjić 90′ | (0 – 0) | Máté 62' Böőr 29' |

| Illovszky Rudolf Stadion, Budapest Nézőszám: 3 000 Játékvezető: Erdős József (magyar) |

| 23. forduló 2006. április 14. 19:00 |

| Debreceni VSC                                                               | 6 – 1   | Rákospalotai EAC                 |
| --------------------------------------------------------------------------- | ------- | -------------------------------- |
| Halmosi 5' 27' Brnović 50' 56' 67' Horváth 72' (öngól) Bernáth 18' Böőr 36' | (2 – 1) | Polonkai 10' Torma 13' Cseri 77' |

| Oláh Gábor utcai stadion, Debrecen Nézőszám: 4 000 Játékvezető: Andó-Szabó Sándor (magyar) |

| 24. forduló 2006. április 22. 18:00 |

| Pécsi MFC                          | 0 – 2   | Debreceni VSC                         |
| ---------------------------------- | ------- | ------------------------------------- |
| Sólyom 14' Szabados 17' Tarcsa 79' | (0 – 1) | Sidibe 15' (11-esből) 72' Komlósi 49' |

| PMFC Stadion, Pécs Nézőszám: 3 500 Játékvezető: Gergely Sándor (magyar) |

| 25. forduló 2006. április 30. 11:30 |

| FC Fehérvár                                               | 1 – 2   | Debreceni VSC                                            |
| --------------------------------------------------------- | ------- | -------------------------------------------------------- |
| Csizmadia 81' Horváth G. 37' Dvéri 63' Sitku 69' Nagy 77' | (0 – 0) | Sándor 61' Máté 90' Szatmári 15' Bernáth 22' Halmosi 51' |

| Sóstói Stadion, Székesfehérvár Nézőszám: 5 000 Játékvezető: Megyebíró János (magyar) |

| 26. forduló 2006. május 6. 19:00 |

| Debreceni VSC               | 1 – 0   | FC Tatabánya                       |
| --------------------------- | ------- | ---------------------------------- |
| Bogdanović 32' Szatmári 35' | (1 – 0) | Megyesi 59' Bakrać 67' Kerényi 76' |

| Oláh Gábor utcai stadion, Debrecen Nézőszám: 9 000 Játékvezető: Török Károly (magyar) |

| 27. forduló 2006. május 13. 19:00 |

| FC Sopron   | 0 – 2   | Debreceni VSC                                   |
| ----------- | ------- | ----------------------------------------------- |
| Horváth 58' | (0 – 1) | Sidibe 33' Halmosi 86' Bernáth 44' Szatmári 89' |

| Káposztás utcai Stadion, Sopron Nézőszám: 3 200 Játékvezető: Solymosi Péter (magyar) |

| 28. forduló 2006. május 21. 11:30 |

| Debreceni VSC                                                   | 3 – 1   | Ferencváros                                         |
| --------------------------------------------------------------- | ------- | --------------------------------------------------- |
| Máté 2' Dzsudzsák 38' Sidibe 62' (11-esből) Kiss 35' Vukmir 54' | (2 – 1) | Lipcsei 45' (11-esből) 44' Balog 4′, 26′ Bognár 75' |

| Oláh Gábor utcai stadion, Debrecen Nézőszám: 6 000 Játékvezető: Solymosi Péter (magyar) |

| 29. forduló 2006. május 26. 19:00 |

| Budapest Honvéd | 0 – 1   | Debreceni VSC                 |
| --------------- | ------- | ----------------------------- |
| Udvari 42'      | (0 – 1) | Bogdanović 13' (11-esből) 48' |

| Bozsik József Stadion, Budapest Nézőszám: 2 000 Játékvezető: Hanacsek Attila (magyar) |

| 30. forduló 2006. június 3. 16:20 |

| Debreceni VSC                                     | 4 – 1   | Lombard Pápa         |
| ------------------------------------------------- | ------- | -------------------- |
| Sándor 20' Brnović 43' Halmosi 57' Bogdanović 80' | (2 – 1) | Manoel 40' Mumba 90' |

| Oláh Gábor utcai stadion, Debrecen Nézőszám: 11 000 Játékvezető: Andó-Szabó Sándor (magyar) |

#### Végeredmény
|    | Csapat            | Játszott | Gy | D  | V  | L  | K  | GK  | Pont |
| -- | ----------------- | -------- | -- | -- | -- | -- | -- | --- | ---- |
| 1  | Debreceni VSC     | 30       | 20 | 8  | 2  | 69 | 34 | +35 | 68   |
| 2  | Újpest            | 30       | 20 | 5  | 5  | 74 | 37 | +37 | 65   |
| 3  | FC Fehérvár       | 30       | 19 | 7  | 4  | 52 | 24 | +28 | 64   |
| 4  | MTK Budapest      | 30       | 18 | 6  | 6  | 65 | 33 | +32 | 60   |
| 5  | FC Tatabánya      | 30       | 11 | 8  | 11 | 46 | 45 | +1  | 41   |
| 6  | Ferencváros       | 30       | 10 | 11 | 9  | 43 | 38 | +5  | 41   |
| 7  | Kaposvári Rákóczi | 30       | 10 | 7  | 13 | 35 | 41 | -6  | 37   |
| 8  | Diósgyőr          | 30       | 10 | 7  | 13 | 33 | 44 | -11 | 37   |
| 9  | Győri ETO         | 30       | 9  | 9  | 12 | 47 | 50 | -3  | 36   |
| 10 | FC Sopron         | 30       | 9  | 8  | 13 | 39 | 39 | 0   | 35   |
| 11 | Zalaegerszegi TE  | 30       | 9  | 8  | 13 | 42 | 47 | -5  | 35   |
| 12 | Pécsi MFC         | 30       | 8  | 9  | 13 | 37 | 41 | -4  | 33   |
| 13 | Budapest Honvéd   | 30       | 8  | 9  | 13 | 33 | 52 | -19 | 33   |
| 14 | Rákospalotai EAC  | 30       | 7  | 5  | 18 | 30 | 59 | -29 | 26   |
| 15 | Vasas             | 30       | 5  | 10 | 15 | 32 | 47 | -15 | 25   |
| 16 | Lombard Pápa      | 30       | 5  | 7  | 18 | 30 | 76 | -46 | 22   |

1. ↑  Intertotó-kupa induló

#### Helyezések fordulónként
| Forduló  | 1  | 2  | 3 | 4  | 5 | 6  | 7 | 8  | 9  | 10 | 11 | 12 | 13 | 14 | 15 | 16 | 17 | 18 | 19 | 20 | 21 | 22 | 23 | 24 | 25 | 26 | 27 | 28 | 29 | 30 |
| -------- | -- | -- | - | -- | - | -- | - | -- | -- | -- | -- | -- | -- | -- | -- | -- | -- | -- | -- | -- | -- | -- | -- | -- | -- | -- | -- | -- | -- | -- |
| Helyszín | O  | I  | O | I  | O | O  | O | I  | O  | O  | I  | O  | I  | O  | I  | I  | O  | I  | O  | I  | I  | I  | O  | I  | I  | O  | I  | O  | I  | O  |
| Eredmény | GY | GY | D | GY | D | GY | D | GY | GY | GY | D  | GY | D  | GY | D  | V  | GY | GY | D  | V  | D  | GY | GY | GY | GY | GY | GY | GY | GY | GY |
| Helyezés | 1  | 2  | 2 | 3  | 4 | 4  | 4 | 4  | 3  | 3  | 2  | 2  | 3  | 3  | 3  | 4  | 3  | 2  | 3  | 4  | 4  | 3  | 3  | 3  | 2  | 2  | 2  | 2  | 2  | 1  |

Helyszín: O = Otthon; I = Idegenben. Eredmény: GY = Győzelem; D = Döntetlen; V = Vereség.

#### Eredmények összesítése
Az alábbi táblázatban összesítve szerepelnek a Debreceni VSC 2005/06-os bajnokságban elért eredményei.
| Ősz/tavasz (forduló)    | Otthon | Otthon | Otthon | Otthon | Otthon | Otthon | Otthon | Idegenben | Idegenben | Idegenben | Idegenben | Idegenben | Idegenben | Idegenben |
| Ősz/tavasz (forduló)    | M      | GY     | D      | V      | LG–KG  | GK     | P      | M         | GY        | D         | V         | LG–KG     | GK        | P         |
| ----------------------- | ------ | ------ | ------ | ------ | ------ | ------ | ------ | --------- | --------- | --------- | --------- | --------- | --------- | --------- |
| Őszi szezon (1–15.)     | 9      | 6      | 3      | 0      | 24–10  | +14    | 21     | 6         | 3         | 3         | 0         | 12–9      | +3        | 12        |
| Tavaszi szezon (16–30.) | 6      | 5      | 1      | 0      | 17–5   | +12    | 16     | 9         | 6         | 1         | 2         | 16–10     | +6        | 19        |
| Összesen (1–30.)        | 15     | 11     | 4      | 0      | 41–15  | +26    | 37     | 15        | 9         | 4         | 2         | 28–19     | +9        | 31        |

### Magyar kupa
Nyolcaddöntő 1. mérkőzés
| 2005. október 26. 13:00 |

| FC Tatabánya      | 0 – 2               | Debreceni VSC                                    |
| ----------------- | ------------------- | ------------------------------------------------ |
| Deme 71' Nagy 84' | (0 – 1) Jegyzőkönyv | Hrisztov 13' Dzsudzsák 54' 69' Virág 4' Éger 24' |

| Tatabánya Nézőszám: 1 500 Játékvezető: Dubraviczky Attila (magyar) |

Nyolcaddöntő 2. mérkőzés
| 2005. november 9. 18:00 |

| Debreceni VSC                          | 2 – 1               | FC Tatabánya                                         |
| -------------------------------------- | ------------------- | ---------------------------------------------------- |
| Sidibe 7' Hegedűs 88' 54' Szatmári 64' | (1 – 0) Jegyzőkönyv | Dupai 67' (11-esből) Kerényi 2' Forgó 35' Balogh 40' |

| Oláh Gábor utcai stadion, Debrecen Nézőszám: 4 000 Játékvezető: Erdős József (magyar) |

Negyeddöntő 1. mérkőzés
| 2006. március 15. 18:00 |

| Újpest                         | 0 – 1               | Debreceni VSC                                                     |
| ------------------------------ | ------------------- | ----------------------------------------------------------------- |
| Erős 9' Tóth N. 15' Sándor 18' | (0 – 1) Jegyzőkönyv | Sidibe 68' (11-esből) Nikolov 20' Dombi 39′, 45′ Csernyánszki 61' |

| Szusza Ferenc Stadion, Budapest Nézőszám: 4 500 Játékvezető: Dubraviczky Attila (magyar) |

Negyeddöntő 2. mérkőzés
| 2006. április 5. 18:00 |

| Debreceni VSC                                               | 2 – 0               | Újpest                            |
| ----------------------------------------------------------- | ------------------- | --------------------------------- |
| Sidibe 24' (11-esből) 63' Virág 30' Szatmári 18' Sándor 54' | (2 – 0) Jegyzőkönyv | Vlaszák 23' Vaskó 59' Tóth N. 62' |

| Oláh Gábor utca, Debrecen Nézőszám: 7 000 Játékvezető: Fábián Mihály (magyar) |

Elődöntő 1. mérkőzés
| 2006. április 25. 18:00 |

| Debreceni VSC                     | 0 – 1   | FC Fehérvár                                                                                  |
| --------------------------------- | ------- | -------------------------------------------------------------------------------------------- |
| Szatmári 38' Sándor 43' Virág 62' | (0 – 1) | Dvéri 44' Schwarcz 32' Kuttor 36' Farkas 37′, 90+3′ Lattenstein 71' Horváth G. 75' Božić 83' |

| Oláh Gábor utca, Debrecen Nézőszám: 6 000 Játékvezető: Szabó Zsolt (magyar) |

Elődöntő 2. mérkőzés
| 2006. május 2. 19:00 |

| FC Fehérvár                                                         | 2 – 2   | Debreceni VSC                                                                       |
| ------------------------------------------------------------------- | ------- | ----------------------------------------------------------------------------------- |
| Sitku 40' Csizmadia 78' (11-esből) Tudor 86′ Györök 88′ Dvéri 90+4' | (1 – 1) | Bogdanović 23' (11-esből) Dzsudzsák 82' Halmosi 26' Virág 60' Sidibe 77' Vukmir 85' |

| Sóstói Stadion, Székesfehérvár Nézőszám: 4 000 Játékvezető: Bede Ferenc (magyar) |

### Szuperkupa
1. mérkőzés
| 2005. július 16. 20:00 |

| FC Sopron                                                      | 4 – 2   | Debreceni VSC                   |
| -------------------------------------------------------------- | ------- | ------------------------------- |
| Coţan 28' 34' Lazić 67' (11-esből) Horváth A. 77' Costisor 21' | (2 – 0) | Kiss 72' 32' Sándor 85' Habi 6' |

| Káposztás utca, Sopron Nézőszám: 2 000 Játékvezető: Erdős József (magyar) |

2. mérkőzés
| 2005. július 20. 20:00 |

| Debreceni VSC                                              | 3 – 0   | FC Sopron                          |
| ---------------------------------------------------------- | ------- | ---------------------------------- |
| Kerekes 31' Sándor 34' Máté 55' 36' Nikolov 22' Habi 45+1' | (2 – 0) | Horváth A. 40' Ibrić 64' Fehér 87' |

| Oláh Gábor utca, Debrecen Nézőszám: 6 000 Játékvezető: Bede Ferenc (magyar) |

## Külső hivatkozások
- A csapat hivatalos honlapja Archiválva 2011. június 16-i dátummal a Wayback Machine-ben
- A csapat mérkőzései a transfermarkt.de-n (németül)